# Antboy
Antboy is een Deense jeugdfilm uit 2013 onder regie van Ask Hasselbalch. De film ging in première op 7 september op het Internationaal filmfestival van Toronto en had zijn Belgische avant-première op het Film Fest Gent 2014.
Sequels zijn Antboy en de wraak van de rode furie (2014) en Antboy 3 (2016).

## Verhaal
Pelle, een 12-jarige verlegen jongen verandert in een superheld wanneer hij gebeten wordt door een genetisch gemanipuleerde mier. Met de hulp van zijn klasgenoot Wilhelm, een nerd en stripfanaat maakt hij een cape en een helm zodat niemand zijn geheime identiteit te weten komt. In zijn nieuwe outfit gaat hij de strijd aan met het kwade. Hij krijgt al snel te maken met een aartsvijand "de vlo", die zijn superkrachten uit het bloed van zijn slachtoffers haalt.

## Rolverdeling
| Acteur              | Personage               |
| ------------------- | ----------------------- |
| Oscar Dietz         | Pelle Nøhrmann / Antboy |
| Amalie Kruse Jensen | Ida                     |
| Samuel Ting Graf    | Wilhelm                 |
| Nicolas Bro         | Dr. Gæmelkrå / De vlo   |

## Prijzen & nominaties
| Jaar            | Prijs                                      | Categorie                                                                        | Genomineerde(n) | Uitslag     |
| --------------- | ------------------------------------------ | -------------------------------------------------------------------------------- | --------------- | ----------- |
| 2013            | Tallinn Black Nights Film Festival         | Just Film Award – Beste kinderfilm                                               | Ask Hasselbalch | Genomineerd |
| 2014            |                                            |                                                                                  |                 |             |
| Robert Festival | Robert - Årets visuelle effekter           | Hummer Højmark, Rikke Gjerløv Hansen, Thomas Øhlenschlæger, Jeppe N. Christensen | Gewonnen        |             |
| Robert Festival | Robert - Beste Deense Kinder- en Jeugdfilm | genomineerden                                                                    | Gewonnen        |             |
| Robert Festival | Audience Award - Bedste komedie            | genomineerden                                                                    | Genomineerd     |             |
| Robert Festival | Audience Award - Årets kostumier           | genomineerden                                                                    | Genomineerd     |             |
| Robert Festival | Robert - Årets sminkør                     | genomineerden                                                                    | Genomineerd     |             |